# Chesterfield Inlet Airport
Chesterfield Inlet Airport är en flygplats i Kanada. Den ligger i den östra delen av landet, 2 200 km nordväst om huvudstaden Ottawa. Chesterfield Inlet Airport ligger 10 meter över havet.
Terrängen runt Chesterfield Inlet Airport är platt. Havet är nära Chesterfield Inlet Airport åt nordost. Trakten är glest befolkad. Närmaste större samhälle är Chesterfield Inlet, 1,5 km öster om Chesterfield Inlet Airport. 